# Pour la vérité
Pour la vérité est un parti politique russe d'idéologie national-conservatrice qui exista entre 2020 et 2021. La base idéologique du parti était la critique du libéralisme,. La création du mouvement « Pour la vérité » a été annoncée le 29 octobre 2019 lors d'une conférence de presse par Zakhar Prilepine, Alexandre Kazakov, Vadim Samoïlov, Édouard Boyakov et Vladislav Bevza.
En 2020, à la suite des résultats des élections à la Douma régionale de Riazan en un seul jour de vote, le parti a gagné 6,92 %, ayant reçu un mandat de député sur la liste du parti et le privilège de participer aux élections à la Douma d'État en 2021 sans collecte de signatures.
Le 28 janvier 2021, le parti s'est uni au parti Patriotes de Russie et à Russie juste.

## Idéologie
Le parti a appelé à l'annexion par la Russie des territoires ukrainiens de l'est ainsi que des régions sécessionnistes géorgiennes d'Abkhazie et d'Ossétie du Sud.

## Membres notables
- Alexandre Babakov, sénateur
- Sergueï Mikheïev, journaliste
- Zakhar Prilepine, écrivain
- Steven Seagal, acteur
- Nikolai Starikov, écrivain